# Absurditetsregeln
Absurditetsregeln, även kallad Ab-regeln, Law of absurdity, är en slutledningsregel i satslogiken.
Ab-regeln: Om F → K, där K är en kontradiktion, är en premiss i ett satslogiskt system, så kan man från denna dra slutsatsen {\displaystyle \neg }F.
Formellt kan regeln skrivas: F → K {\displaystyle \vdash } {\displaystyle \neg }F.